# Mike Patton
Michael Allan „Mike“ Patton (* 27. Januar 1968 in Eureka, Kalifornien) ist ein US-amerikanischer Sänger, Songwriter und Multi-Instrumentalist.

## Leben
Mike Patton ist seit 1988 Sänger von Faith No More; die Band trennte sich 1998 und vereinigte sich 2009 wieder. Zuvor sang er bereits bei Mr. Bungle, einer Band aus seinem Heimatort, die 1985 gegründet wurde und nach längerer Pause seit 2019 wieder aktiv ist. Weitere Patton-Bands sind die 1999 gegründete Rock-All-Star-Formation Fantômas mit Schlagzeuger Dave Lombardo (Slayer), Trevor Dunn (Mr. Bungle) am Bass und Gitarrist King Buzzo (Melvins) sowie die 2000 gegründete Band Tomahawk, die auf dem von ihm mitbegründeten und betriebenen Label Ipecac Recordings veröffentlicht.
Patton hat bislang Musikstile verarbeitet, die von Avantgarde-Jazz über Noise bis hin zu sanfter Popmusik reichen. Darüber hinaus bedient er sich beim Singen mehrerer Sprachen. So verfasste er bei Faith No More beispielsweise einzelne Lieder auf Portugiesisch oder Deutsch (Das Schützenfest) und steuerte einer Kompilation mit Songs von Serge Gainsbourg eine Cover-Version von Ford Mustang auf Französisch bei. Bei Fantômas hat er auch schon lateinische Elemente eingearbeitet (The Omen). Patton spricht fließend Italienisch.

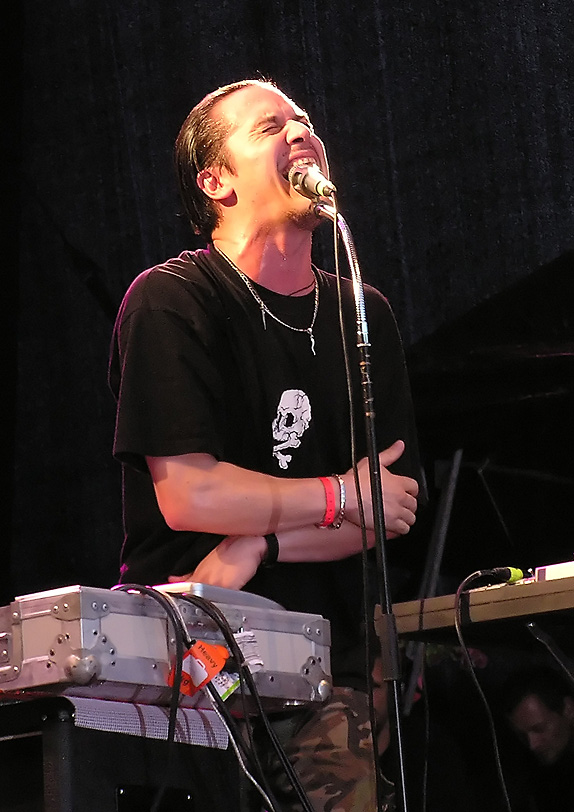
Patton mit Fantômas in Norwegen, 2005

Seit etwa 2005 arbeitet er regelmäßig mit John Zorn zusammen, unter anderem im Rahmen des Projekts Moonchild. Zorn hat bereits Mr. Bungles selbstbetiteltes Debütalbum (1991) mitproduziert.
Patton trat 2005 als Darsteller im B-Movie Firecracker auf.
2006 erschien das Album Peeping Tom seines neuen Projekts Peeping Tom. Jedes Stück dieses Albums wurde zusammen mit einem oder mehreren Gastmusikern eingespielt, unter anderem mit Amon Tobin, Massive Attack und Norah Jones.
Im Videospiel The Darkness lieh er seine Stimme dem gleichnamigen Charakter. Des Weiteren hat er die Synchronisierung des Haupt-Charakters Nathan Spencer in der 2009 erschienenen Version des Videospiels Bionic Commando übernommen.
Weiterhin synchronisierte er im Hollywood-Blockbuster I Am Legend und im Videospiel Left 4 Dead die Schreie der infizierten Kreaturen, außerdem im Videospiel Portal den wütenden Kern (Anger Sphere). Im Jahr 2008 komponierte er die Filmmusik zum Kurzfilm A Perfect Place. Auch der Soundtrack zum Film Crank 2: High Voltage von 2009 ist von ihm.
2010 präsentierte Patton sein Album Mondo Cane, benannt nach dem gleichnamigen Film. Er singt in Begleitung eines Orchesters italienische Popsongs der 60er und 70er Jahre, die unter anderem aus der Feder von Ennio Morricone oder Bert Kaempfert stammen.
Patton sagte 2021 kurzfristig die für den Herbst des Jahres angesetzten Konzerte mit Mr. Bungle und Faith No More aufgrund von gesundheitlichen Problemen ab. Während der weltweiten Covid-19-Pandemie wurde bei ihm eine Agoraphobie diagnostiziert.
Patton war von 1994 bis 2001 mit der italienischen Künstlerin Titi Zuccatosta verheiratet.

## Diskografie

### Faith No More
- 1989: The Real Thing
- 1990: Live at the Brixton Academy
- 1992: Angel Dust
- 1993: Songs To Make Love To
- 1995: King for a Day… Fool for a Lifetime
- 1997: Album of the Year
- 1998: Du riechst so gut '98 – EP (von Rammstein, Faith No More remixte eine Version des Songs)
- 1998: Who Cares a Lot? (Compilation)
- 2003: This Is It: The Best of Faith No More (Compilation)
- 2005: Epic and Other Hits (Compilation)
- 2005: The Platinum Collection (Compilation)
- 2008: The Works (Compilation)
- 2009: The Very Best Definitive Ultimate Greatest Hits Collection (Compilation)
- 2015: Sol Invictus

### Mr. Bungle
- 1986: The Raging Wrath of the Easter Bunny (Demo)
- 1987: Bowel of Chiley (Demo)
- 1988: Goddammit I Love America (Demo)
- 1989: OU818 (Demo)
- 1991: Mr. Bungle
- 1995: Disco Volante
- 1999: California
- 2020: The Raging Wrath of the Easter Bunny

### Fantômas
- 1999: Fantômas
- 2001: The Director's Cut
- 2002: Millennium Monsterwork 2000 (von The Fantômas Melvins Big Band)
- 2004: Delìrium Còrdia
- 2005: Suspended Animation
- 2005: Animali In Calore Surriscaldati Con Ipertermia Genitale/Cat in Red (Split-5″-Schallplatte bzw. -3″-CD mit Melt-Banana)

### Tomahawk
- 2001: Tomahawk
- 2003: Mit Gas
- 2007: Anonymous
- 2013: Oddfellows
- 2014: M.E.A.T. EP
- 2021: Tonic Immobility

### Peeping Tom
- 2006: Mojo Exclusive EP (enthält Preschool)
- 2006: Peeping Tom (Album von Patton in Zusammenarbeit mit Odd Nosdam, Doseone und Jel von anticon, Rahzel, Dan the Automator, Amon Tobin, Kool Keith, Massive Attack, Bebel Gilberto, Kid Koala, Norah Jones, Dub Trio u. a.)

### The Moonchild Trio
- 2006: Moonchild (Songs without Words)
- 2006: Astronome
- 2007: Six Litanies for Heliogabalus
- 2008: The Crucible
- 2010: Ipsissimus
- 2012: Templars: In Sacred Blood
- 2014: The Last Judgement

### Tētēma
- 2014: Geocidal
- 2020: Necroscape

### Soloalben
- 1996: Adult Themes for Voice
- 1997: Pranzo Oltranzista
- 2002: Collected Psyche (Kompilation)
- 2003: Collected Psyche II (Kompilation)
- 2005: General Patton vs. The X-Ecutioners (mit The X-Ecutioners)
- 2008: A Perfect Place (Film-Soundtrack komponiert von Patton)
- 2009: Crank 2: High Voltage OST (Filmmusik von Patton komponiert)
- 2010: Mondo Cane
- 2011: The Solitude of Prime Numbers (Filmmusik zu Die Einsamkeit der Primzahlen)
- 2013: The Place Beyond the Pines (Film-Soundtrack)

### Kollaborationen
- 2019: Corpse Flower, zusammen mit Jean-Claude Vannier

### Beteiligungen an Projekten, Gastspiele
Falls nicht anders genannt als Sänger:

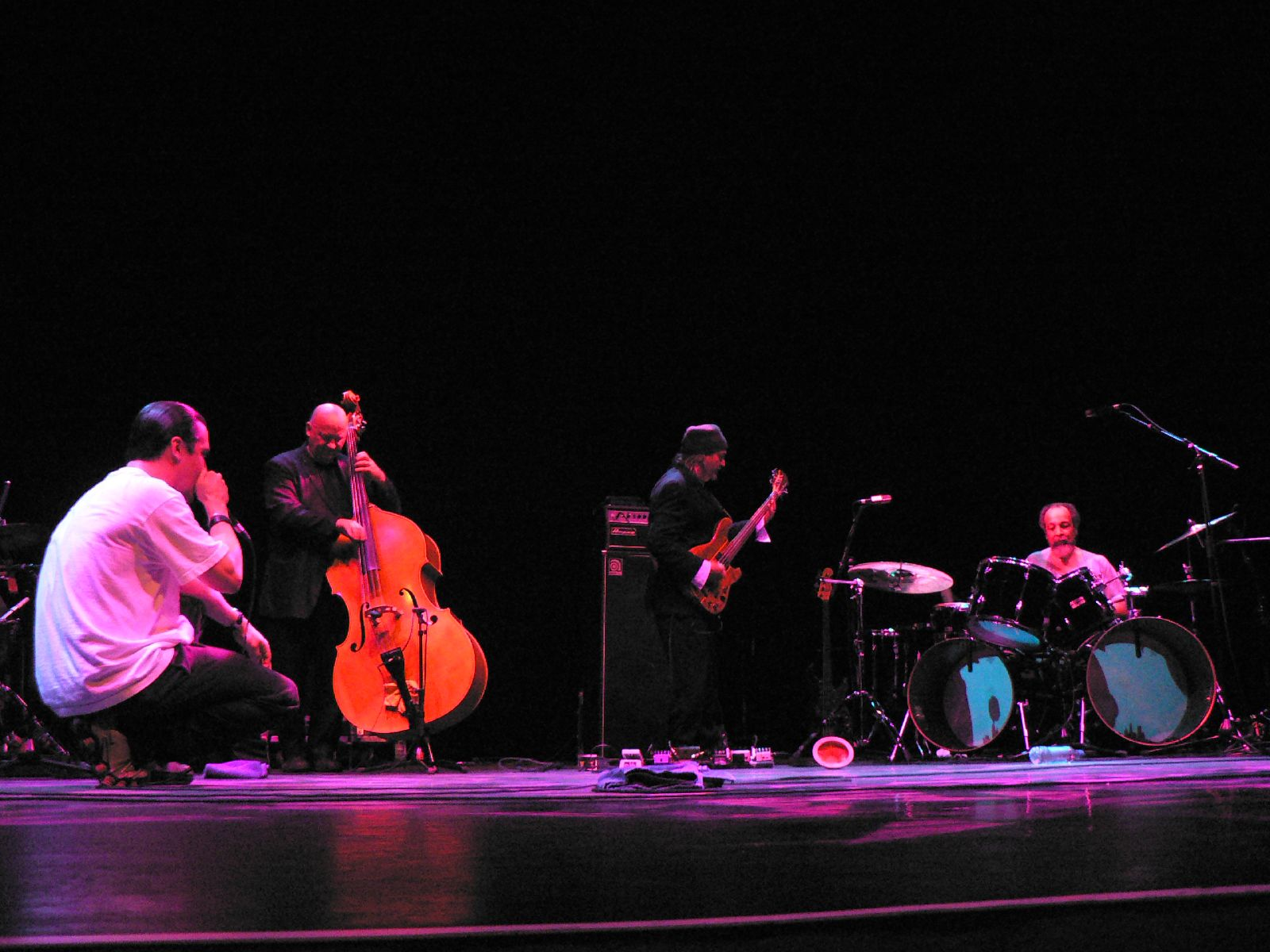
Patton live mit John Zorn, 2006

- Kevyn Dymond & Mark Shafer – Play Something Else (1988)
- Serge Gainsbourg – Great Jewish Music (1997)
- Maldoror (Masami Akita (von Merzbow) und Mike Patton) – She (1999)
- Lovage – Music to make love to your old Lady by (2001) (mit Produzent Dan the Automator und Sängerin Jennifer Charles)
- The Dillinger Escape Plan – Irony Is A Dead Scene (2002)
- Eyvind Kang – Virginal Co Ordinates (2004)
- Handsome Boy Modeling School – White People (2004)
- Kaada/Patton – Romances (2004)
- Björk – Medúlla (2004)
- Dub Trio – New Heavy (Song: Not Alone) (2006)
- Praxis – Profanation (Preparation for a Coming Darkness) (2008)
- Zu – Carboniferous (2009)
- Bohren & der Club of Gore – Beileid (2011)
- Luciano Berio – Laborintus II (Mike Patton & Ictus Ensemble) (2012)
- Melvins – Gitarrist, Sänger und Perkussionist auf dem Song G.I. Joe aus dem Album The Crybaby
- John Zorn – diverse
- Sepultura – diverse
- The Darkness (PlayStation 3/Xbox-360-Spiel) – Synchronstimme der Darkness (2006–2007)
- Bionic Commando (PlayStation 3/Xbox 360/PC) – Synchronstimme des Protagonisten Nathan Spencer
- Isis – Oceanic Remixes (Remix von Maritime)
- The Young Gods, Montreux et al.
- Three One G – Really Bad Music For Really Bad People: The Cramps as Heard Through the Meat Grinder of Three One G (2020)